# Resolução 9 do Conselho de Segurança das Nações Unidas
Resolução 9 do Conselho de Segurança das Nações Unidas, aprovada em 15 de outubro de 1946, determinou que uma nação que não fosse membro do Tribunal Internacional de Justiça que poderia voluntariamente trazer um caso perante o Tribunal Internacional de Justiça, desde que essa nação se comprometa com o cumprindo a decisão do Tribunal.